# ونیز تونشیپ، میشیگان
ونیز تونشیپ، میشیگان (به انگلیسی: Venice Township, Michigan) یک سکونتگاه مسکونی در ایالات متحده آمریکا است که در شهرستان شیاواسه، میشیگان واقع شده‌است.

## خصوصیات
ونیز تونشیپ ۹۷٫۰ کیلومترمربع مساحت و ۲٬۵۸۸ نفر جمعیت دارد و ۲۲۸ متر بالاتر از سطح دریا واقع شده‌است.